# 2010년 FIFA 월드컵 시드 배정
2010년 FIFA 월드컵 시드 배정은 2009년 12월 4일 남아프리카 공화국 케이프타운에서 현지 시각 19:00 (UTC+2)에 진행되었다. 추첨이 이뤄지기 전에 각 예선을 통과한 팀들을 4개의 그룹에 나눠서 추첨을 진행했다.

## 시드 배정
| 국가                       | 2009년 10월 16일 FIFA 랭킹 |
| -------------------------- | -------------------------- |
| 남아프리카 공화국 (개최국) | 85                         |
| 브라질                     | 1                          |
| 스페인                     | 2                          |
| 네덜란드                   | 3                          |
| 이탈리아                   | 4                          |
| 독일                       | 5                          |
| 아르헨티나                 | 6                          |
| 잉글랜드                   | 7                          |
| 프랑스                     | 9                          |
| 포르투갈                   | 10                         |
| 미국                       | 11                         |
| 스위스                     | 13                         |
| 카메룬                     | 14                         |
| 그리스                     | 16                         |
| 칠레                       | 17                         |
| 멕시코                     | 18                         |
| 코트디부아르               | 19                         |
| 세르비아                   | 20                         |
| 파라과이                   | 21                         |
| 오스트레일리아             | 24                         |
| 우루과이                   | 25                         |
| 덴마크                     | 27                         |
| 알제리                     | 29                         |
| 나이지리아                 | 32                         |
| 슬로바키아                 | 33                         |
| 온두라스                   | 35                         |
| 가나                       | 38                         |
| 일본                       | 40                         |
| 대한민국                   | 48                         |
| 슬로베니아                 | 49                         |
| 뉴질랜드                   | 83                         |
| 조선민주주의인민공화국     | 91                         |

## 추첨
각 팀들은 4개 그룹에 나눠 각각 8팀씩 나눠 졌다. 시드 배정을 받은 팀들은 1포트에 놓여지고 남은 팀들은 지리적 위치에 따라 다음과 같이 배정되었다.
| 1포트 (개최국, 상위 7개 팀)                                                                                    | 2포트 (아시아 팀, 북중미카리브 팀, 오세아니아 팀)                                               | 3포트 (비톱시드 아프리카 팀, 비톱시드 남미 팀)                                  | 4포트 (비톱시드 유럽 팀)                                                            |
| --- | ----------------------------------------------------------------------------------------------- | ------------------------------------------------------------------------------- | ----------------------------------------------------------------------------------- |
| 남아프리카 공화국 (개최국, A1에 배정됨) · 이탈리아 · 네덜란드 · 독일 · 브라질 · 스페인 · 아르헨티나 · 잉글랜드 | 뉴질랜드 · 대한민국 · 멕시코 · 미국 · 조선민주주의인민공화국 · 오스트레일리아 · 온두라스 · 일본 | 가나 · 나이지리아 · 알제리 · 우루과이 · 칠레 · 카메룬 · 코트디부아르 · 파라과이 | 그리스 · 덴마크 · 세르비아 · 스위스 · 슬로바키아 · 슬로베니아 · 포르투갈 · 프랑스 · |

조 추첨에서 가장 우선으로 진행하는 작업은 1포트의 국가들을 추첨하는 것이었다. 각 포트당 한 국가씩 한 조에 편성되었고, 같은 포트에 있는 국가는 각각 A조에서 H조까지의 8조에 하나씩 편성되었다. 각 국가를 조에 배정한 후, 대결 순서도 추첨을 진행하였다. 그에 따라 각 국가의 경기 일정이 정해졌다. 이는 1포트의 국가들에게는 예외였는데, 1포트의 국가들은 자동으로 각 조의 1번으로 배정되었다.
지리적 균등성을 목적으로, 3포트의 조 추첨 순서에 변경된 점이 있었다. 남아메리카 국가들은 브라질이나 아르헨티나의 조에 편성될 수 없었고, 아프리카 국가들은 남아프리카 공화국의 조에 편성될 수 없었다. 이 조건을 만족시키기 위해, 처음으로 뽑힌 아프리카의 2개 국가는 브라질과 아르헨티나가 있는 조로 편성되었다. 남아프리카 공화국의 조(A조로 사전에 확정)는 첫 남아메리카 국가가 뽑히기 전까지 공란으로 남았다. 이 고려점 외에도, A조부터 H조까지 편성되는 규정이 정해졌다.
조 추첨식에서, 3포트에서 먼저 뽑힌 아프리카 국가 2개는 나이지리아와 코트디부아르로, 이들은 각각 아르헨티나의 B조와 브라질의 G조에 편성되었다. 그리고 그 다음에 나온 알제리가 C조에 들어갔고, 먼저 뽑힌 남아메리카 국가인 우루과이가 남아프리카 공화국의 조인 A조에 편성되었다.

## 편성 결과
| A조                                            | B조                                         | C조                                                       | D조                                     |
| ---------------------------------------------- | ------------------------------------------- | --------------------------------------------------------- | --------------------------------------- |
| 남아프리카 공화국 · 멕시코 · 우루과이 · 프랑스 | 아르헨티나 · 나이지리아 · 대한민국 · 그리스 | 잉글랜드 · 미국 · 알제리 · 슬로베니아                     | 독일 · 오스트레일리아 · 세르비아 · 가나 |
| E조                                            | F조                                         | G조                                                       | H조                                     |
| 네덜란드 · 덴마크 · 일본 · 카메룬              | 이탈리아 · 파라과이 · 뉴질랜드 · 슬로바키아 | 브라질 · 조선민주주의인민공화국 · 코트디부아르 · 포르투갈 | 스페인 · 스위스 · 온두라스 · 칠레       |